# 約翰·帕洛特

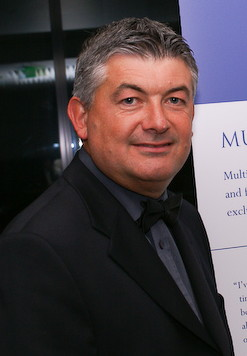
約翰·帕洛特

約翰·史蒂芬·帕洛特MBE（John Stephen Parrott，1964年5月11日—），是英格蘭職業司諾克球員和電視名人。在1980年代後期和整個1990年代，他在職業司諾克賽場上都是一個熟悉的面孔，並連續14個賽季保持在世界排名前16位，其中11個賽季排名前6位。
他進入了1989年世界錦標賽的決賽，在那裡他以3比18輸給史蒂夫·戴維斯，這是現代世界冠軍決賽中最慘痛的失利。兩年後他贏得了冠軍，在1991年世界錦標賽決賽中擊敗了吉米·懷特。他在同年晚些時候再次對陣懷特的比賽中，奪得了1991年英國錦標賽冠軍，成為歷史上第三位同一年贏得兩項冠軍的球員（僅次於史蒂夫·戴維斯和史蒂芬·亨德利）；他至今仍然是僅有的六名獲得此項壯舉的球員之一。他曾在世界排名中高居第二（1989/1990年、1992/1993年及1993/1994年），他是職業生涯中獲得超過200次破百紀錄的幾個球員之一，擁有221次。